# Баранник, Дмитрий Петрович
Дмитрий Петрович Баранник (9 ноября 1963, Ленинград, СССР) — советский футболист, полузащитник, российский тренер. Мастер спорта СССР (1984).
Окончил Институт физкультуры имени Лесгафта.

## Биография
Воспитанник СДЮСШОР «Зенит», 93-я средняя школа (Калининский район, Ленинград).
Всю карьеру в чемпионате СССР провёл в составе ленинградского «Зенита». В 1981—1990 годах провёл 190 матчей и забил 8 мячей.
Играл за юношескую сборную СССР, бронзовый призёр ЧЕ-1982.
В сентябре 1990 г., из-за затянувшегося конфликта с руководством клуба, перестал играть за команду. В конце года на Баранника вышел агент Николая Ларионова, уже переехавшего играть в Швецию, и предложил поехать в Норвегию выступать за одну из местных команд. Баранник долго не раздумывал и на переход согласился. В Норвегию переехал в 1991 г. и заключил контракт с «Мьёльнером», где одним из партнёров был экс-зенитовец Аркадий Афанасьев. В «Мьёльнере» отыграл три сезона и три раза признавался по итогам года лучшим футболистом команды. Выступал на привычном для себя месте — центрального хава, иногда играл левого полузащитника.
На 4-й год в «Мьёльнере» был назначен играющим тренером. Однако из-за финансовых трудностей клуб не смог платить ему положенное как легионеру, Баранник воспользовался предложением от команды первой лиги Норвегии «Стрёмсгодсет» Драммен. Вместе с командой в 1995 году вышел в высшую лигу. Из-за проблем клуба в обороне сам попросил перевести себя на место центрального защитника, где провёл большую часть игр. В совершенстве овладел норвежским языком, в 1996 году стал первым отечественным футболистом, избранным капитаном в клубе высшей лиги в иностранном чемпионате.
В 1998 выступал за клуб «Люн».
По окончании карьеры — тренер. Работал в норвежских командах «Хёнефосс» (2000—2001), «Стабек» (2002—2003), «Люн» (2005—2006), тренировал детские команды спортивной академии Norges Toppidrettsgymnas (Высшая спортивная гимназия Осло, 2004—2005), был главным тренером в команде «Аскер» (2006). Тренировал в основном юношей и девушек.
Также в Норвегии занялся бизнесом по продаже специализированных аналитических программ по разбору футбольных матчей.
С июля по ноябрь 2007 г. — тренер-селекционер ФК «Локомотив» Москва. До июня 2009 г. был спортивным директором клуба.
Работал директором по развитию РФС (2011 — февраль 2012). Возглавлял в должности генерального директора Академию тренерского мастерства в Москве (февраль — март 2012).
С апреля 2012 по 30 июня 2015 г. — тренер-селекционер «Зенита».
Выступает как футбольный эксперт в сетевых изданиях.
С марта 2018 года — заместитель генерального директора ФК «Химки» по молодёжной политике.

## Достижения
- Чемпион СССР 1984 года.
- Финалист Кубка Норвегии 1997.
- Бронзовый призёр чемпионата Норвегии 1997.
- Лучший иностранец норвежской Лиги (1997), лучший защитник чемпионата Норвегии (1997).

## Семья
Женат вторым браком (Наталья), дочери Дарья и Катарина. Сын от первого брака — Алексей, футболист. Экс-партнёр по «Зениту» — Аркадий Афанасьев — приходится Бараннику свояком, поскольку они женаты на родных сёстрах.